# 유텐지역
유텐지역(일본어: 祐天寺駅, ゆうてんじえき)은 일본 도쿄도 메구로구에 있는 도쿄 급행 전철 도요코 선의 역이다. 역 번호는 TY04이다.

## 역 구조
상대식 승강장 2면 2선의 고가역이다. 양쪽 승강장 모두 지상 1층의 개찰구 및 계단과 에스컬레이터로 연결되어 있다. 화장실은 개찰구 내에 없지만, 로터리에 인접한 역 앞 파출소에 남녀별로 공중화장실이 있다.
승강장과 선로의 아래는 상점 등이 입주하여 있다. 한때는 정기권을 파는 곳이 설치되어 있었지만, 현재는 폐지되었다.
또, 도쿄 지하철 후쿠토신 선과의 상호 직통 운전에 수반하여 도요코 선 시부야역 ~ 요코하마역 간 개량 공사에 즈음하여, 당역에 대피선을 설치하는 계획이 있다. 2016년부터 2017년까지 개량 공사를 실시하였으며 일부 승강장의 폭을 좁히고 상행선 승강장을 시부야 방면으로 약간 이전하고, 상하선 간격을 넓히는 공사를 하고 그 공간에 통과선을 설치했다. 통과선은 2017년 3월 25일의 다이아 개정을 하면서 공용 개시했다.

### 승강장
| 1 | 도요코 선 | 요코하마·모토마치·주카가이·신요코하마·후타마타가와 방면 |
| 2 |           | 무정차 통과하는 곳(통과선)                              |
| 3 | 도요코 선 | 시부야·이케부쿠로·가와고에시·도코로자와 방면            |

## 이용 상황
2015년도의 1일 평균 승하차인원은 30,112명이다. 최근 연도의 1일 평균 승차인원은 아래에 기록되어 있다.
| 연도   | 1일평균 승차인원 | 출전   |
| ------ | ---------------- | ------ |
| 1990년 | 20,740           | [ 4 ]  |
| 1991년 | 20,587           | [ 5 ]  |
| 1992년 | 20,060           | [ 6 ]  |
| 1993년 | 19,592           | [ 7 ]  |
| 1994년 | 19,189           | [ 8 ]  |
| 1995년 | 18,954           | [ 9 ]  |
| 1996년 | 18,666           | [ 10 ] |
| 1997년 | 18,411           | [ 11 ] |
| 1998년 | 17,647           | [ 12 ] |
| 1999년 | 17,139           | [ 13 ] |
| 2000년 | 16,781           | [ 14 ] |
| 2001년 | 16,855           | [ 15 ] |
| 2002년 | 16,348           | [ 16 ] |
| 2003년 | 15,923           | [ 17 ] |
| 2004년 | 15,885           | [ 18 ] |
| 2005년 | 15,364           | [ 19 ] |
| 2006년 | 15,022           | [ 20 ] |
| 2007년 | 15,423           | [ 21 ] |
| 2008년 | 15,452           | [ 22 ] |
| 2009년 | 15,104           | [ 23 ] |
| 2010년 | 14,890           | [ 24 ] |
| 2011년 | 14,770           | [ 25 ] |
| 2012년 | 15,000           | [ 26 ] |
| 2013년 | 15,115           | [ 27 ] |
| 2014년 | 15,019           | [ 28 ] |

## 역 주변
역 고가 아래의 상점 안에 슈퍼마켓이 있다. 그 외에, 상점이 역으로부터 방사형으로 이어진다. 카레 음식점인 "나이아가라"는 철도 취미의 가게로 알려져 있다.
동쪽 출구는 작은 로터리로 되어 있어서, 버스 정류장이 있다. 개찰 앞의 광장에서는 다코야키 가게의 포장 마차등이 나와 있다.
- 메구로 세무서
- 메구로 구립 모리야 도서관
- 도쿄 도립 메구로 고등학교
- 메구로 나카마치 우체국
- 메구로 고혼기 우체국
- 유텐지（사원 자체는 나카메구로 5초메에 있다）
- 일본 성공회성 바울 교회
- 세타가야 구립 세타가야 공원

### 버스 노선
- 도큐 버스 "유텐지역" 정류장
  - <黒06> 고혼기 1초메 · 산겐자야 역
  - <黒06> 메구로역 앞

## 역사
- 1927년 8월 28일: 개업.
- 1955년경: 니시구치 개설.
- 1964년 3월: 역사 개축.
- 1970년 11월 13일: 고가화.
- 1971년 2월: 자동 개찰기 5대 설치.
- 2017년 3월 25일: 통과 도로가 신설됨에 따라, 공용 개시.[29]

## 인접역
| 도쿄 급행 전철 도요코 선     | 도쿄 급행 전철 도요코 선 | 도쿄 급행 전철 도요코 선          |
| ---------------------------- | ------------------------ | --------------------------------- |
| TY 03 나카메구로 시부야 방면 | ■ 각역정차               | 가쿠게이 대학 TY 05 요코하마 방면 |